# San Christoval Range
San Christoval Range är ett berg i Kanada.   Det ligger i provinsen British Columbia, i den sydvästra delen av landet, 4 100 km väster om huvudstaden Ottawa. Toppen på San Christoval Range är 1 000 meter över havet, eller 430 meter över den omgivande terrängen. Bredden vid basen är 9,1 km. San Christoval Range ingår i Queen Charlotte Mountains.
Terrängen runt San Christoval Range är huvudsakligen kuperad. Trakten runt San Christoval Range är nära nog obefolkad, med mindre än två invånare per kvadratkilometer.. Det finns inga samhällen i närheten. 
I omgivningarna runt San Christoval Range växer i huvudsak barrskog.